# Vườn quốc gia Jaragua
Vườn quốc gia Jaragua (tiếng Tây Ban Nha: Parque Nacional Jaragua) là một vườn quốc gia nằm ở tỉnh Pedernales, Cộng hòa Dominica. Nó có diện tích là 1374 km², trong đó có 905 km² là mặt biển khiến nó trở thành khu vực được bảo vệ lớn nhất vùng Caribe. Nó được thành lập theo Nghị định số 1315 của tổng thống vào ngày 11 tháng 8 năm 1983, tên của nó được đặt theo tên một vùng của người Taíno. Nó bảo vệ hệ sinh thái rừng khô Hispaniola trên sườn phía nam của dãy núi Sierra de Bahoruco từ thành phố Oviedo đến mũi Cabo Rojo. Ngoài rừng khô thì tại đây còn có hệ sinh thái rừng ngập mặn và cây bụi cũng như sinh cảnh biển, đất liền. Các đảo Beata, Alto Velo, cùng vịnh Bahia de las Aguilas và hồ nước mặn Lago de Oviedo cũng là một phần của vườn quốc gia này.